# Faurecia
Faurecia este o companie producătoare de componente auto din Franța.
Compania este controlată de producătorul de autoturisme PSA Peugeot Citroen.
În anul 2007, compania avea peste 60.000 de angajați și a avut vânzări de 12,66 miliarde de euro și pierderi nete de 237,5 milioane de euro.

## Faurecia în România
În România, grupul francez deține: Euro Auto Plastic Systems (Euro APS), din Mioveni, (Divizia Interioare) și Faurecia Tălmaciu (Divizia de Scaune).
Compania a preluat, în luna ianuarie 2008, 50% din compania Euro Auto Plastic Systems (Euro APS) din Mioveni, de la firma portugheză Simoldes Plasticos.

### Faurecia Seating Tălmaciu
Faurecia Seating Tălmaciu a fost înființată în septembrie 2003.
Firma produce huse pentru scaune auto.
Într-o lunǎ se realizeazǎ, în medie, huse pentru 28.000 de mașini.
Clienții principali sunt: Audi, BMW și Peugeot.
Faurecia Seating Tǎlmaciu deține o nouă sucursalǎ, la Craiova care, la ora actualǎ, deține 21 de angajați, cu un target de 50-60 până la sfârșitul anului 2012. Va produce la Craiova, exclusiv pentru Ford sistemul de evacuare.
Număr de angajați în 2007: 600 
Cifra de afaceri în 2006: 30 milioane euro 

### Euro Auto Plastic Systems
Euro APS produce și livrează, printre altele, panouri de uși, bare de protecție și sisteme de amortizare a zgomotului pentru uzina Dacia din Mioveni, a grupului francez Renault.
Euro Auto Plastic Systems a fost înființatǎ în anul 2002 de cǎtre AD Plastik Croația și Simoldes Plasticos din Portugalia și este cel mai important furnizor de repere de mase plastice pentru clientul RENAULT – DACIA. În ianuarie 2007, Faurecia a preluat acțiunile companiei Simoldes Plasticos.
Activitatea firmei se bazeazǎ pe producția de piese injectate din plastic și piese termoformate și are în prezent 661 de angajați.